# Траверсе (архипелаг)
Архипелаг  Траверсе (англ. Traversay Islands) — три небольших необитаемых острова в составе архипелага Южная Георгия и Южные Сандвичевы острова, расположенного на юге Атлантического океана к северо-востоку от Антарктиды. Входят в состав заморской территории Великобритании Южная Георгия и Южные Сандвичевы острова (то есть принадлежат Великобритании, но не являются её частью).

## География

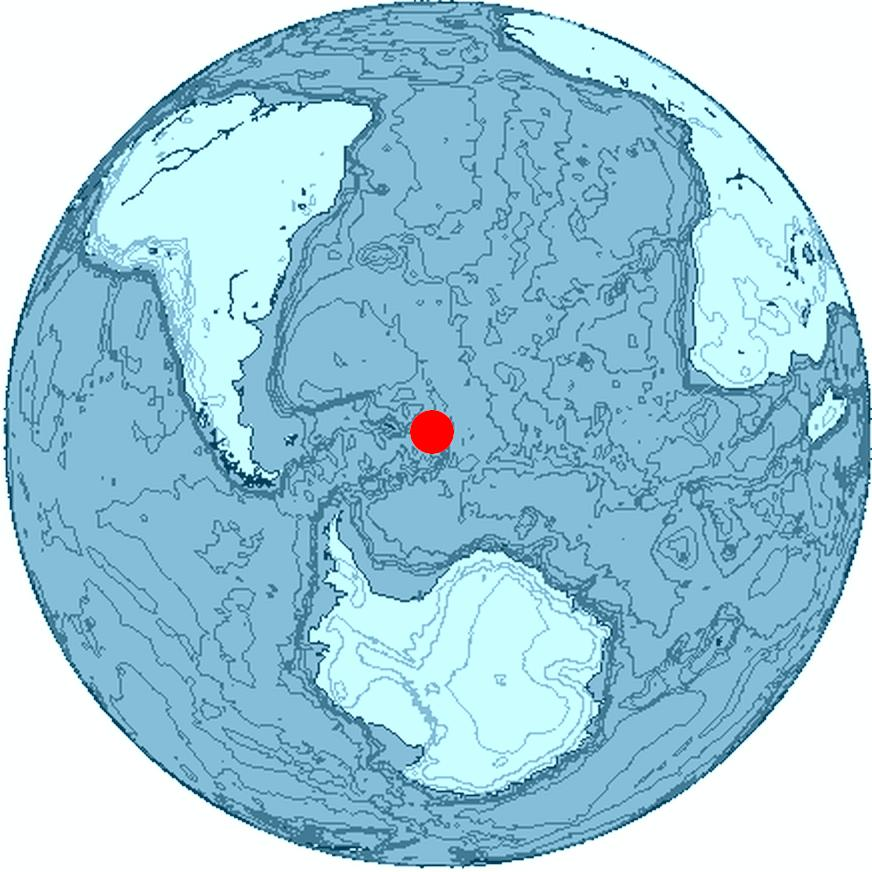
Расположение Южных Сандвичевых островов

В него входят остров Лескова, который находится в 520 км к юго-востоку от главного острова Южная Георгия и острова Высокий и Завадовского.
Список островов архипелага Траверсе:
| № | Остров (русск.)                 | Остров (англ.)    | Площадь, км²            | Наивысшая точка, м               | Координаты                |
| - | ------------------------------- | ----------------- | ----------------------- | -------------------------------- | ------------------------- |
| 1 | Протектор Шоль (Подводная гора) | Protector Shoal   | —                       | -27 м (89 футов)                 | 55°54′ ю. ш. 28°06′ з. д. |
| 2 | Остров Завадовского             | Zavodovski Island | 25 км2 (9,7 кв. миль)   | Гора Асфиксия 550 м (1800 футов) | 56°18′ ю. ш. 27°34′ з. д. |
| 3 | Остров Лескова                  | Leskov Island     | 0,3 км2 (0,12 кв. миль) | Раддер Пойнт 190 м (620 футов)   | 56°40′ ю. ш. 28°08′ з. д. |
| 4 | Остров Высокий                  | Visokoi Island    | 35 км2 (14 кв. миль)    | Гора Ходсон 915 м (3002 футов)   | 56°42′ ю. ш. 27°13′ з. д. |
|   | Всего                           |                   | 60,3 км2 (23 кв. миль)  | Гора Ходсон 915 м (3002 футов)   |                           |

## История
Архипелаг был открыт в 1819 году русской антарктической экспедицией Фаддея Фаддеевича Беллинсгаузена и назван в честь морского министра Российской Империи маркиза де Траверсе.